# Битка код Гетарије
Битка код Гетарије вођена је 22. августа 1638. године током Француско-шпанског рата. Завршена је победом Француске.

## Битка
Шпански адмирал Лопе де Осес, са ескадром од 4 фрегате и 14 галија, ступа 17. августа у додир са француском флотом. Међутим, склонио се у Гетарију решен да сачека напад у луци пошто се ослањао на обалу под заштитом искрцаних бродских топова. Француски адмирал Анри Сурди оставио је слабије блокадне снаге пред утврђеним градом, а на улазу у залив прикупио до 19 августа 20 ратних бродова и 13 брандера. Када је наступио повољни ветар, пет најјача француска брода продиру у залив Гетарију. За њима су ишли и преостали бродови. Пробиши шпански артиљеријски бараж, Французи су ангажовали шпанске батерије с најкраћег одстојања, а против бродова упутили брандере. Шпанска ескадра је уништена. Погинуло је око 4000 људи. Француски губици били су незнатни.